# 森川柯林
森川柯林（英語：Collin Morikawa，1997年2月6日—），中日混血兒，美國高爾夫球手，2019年自加利福尼亞大學柏克萊分校畢業後轉打職業賽，分別於2020及2021年首度出賽PGA錦標賽及英國公開賽並且成功奪冠。

## 外部連結
- 森川柯林在PGA巡迴賽的官方網站
- 森川柯林在歐洲巡迴賽官方網站
- 森川柯林在男子高爾夫世界排名的官方網站